# Arrondissement de Thiénaba
Das Arrondissement de Thiénaba ist eines von den drei Arrondissements, in die das Département Thiès als Teil der Region Thiès gegliedert ist. Das Arrondissement umfasst vier Gemeinden (Communes). Die Präfektur des Arrondissements liegt in Thiénaba.

## Geografie
Das Arrondissement umfasst den Osten des Départements mit Ausnahme der Stadt Khombole und hat eine Fläche von 537,16 km².

## Bevölkerung
Die letzte Volkszählung ergab für das Arrondissement folgende Einwohnerzahlen:
| Commune        | Fläche km² | Einwohner 2023 |
| Thiénaba       | 141,90     | 33.918         |
| Ngoudiane      | 82,46      | 33.350         |
| Ndiéyène Sirah | 114,20     | 37.295         |
| Touba Toul     | 198,60     | 63.837         |
| Arrondissement | 537,16     | 168.400        |